# بادکنک‌ها
بادکنک‌ها (انگلیسی: 6 Balloons) یک فیلم است که در سال ۲۰۱۸ منتشر شد. تیم ماتسون و
جین کاچمارک در این فیلم ایفای نقش کرده اند.